# 야마다 가나
야마다 가나(일본어: 山田 かな, 1995년 9월 27일~)는 일본의 그라비아 아이돌이다.